# Logistiker EBA
Der Logistiker EBA (französisch Logisticien AFP, italienisch Addetto alla logistica CFP) ist ein Ausbildungsberuf in der Schweiz.
Die Ausbildung dauert zwei Jahre und findet gleichzeitig im Lehrbetrieb, in der Berufsfachschule und in überbetrieblichen Kursen statt.

## Berufsfeldbereiche
Die Berufsfeldbereiche sind Distribution, Lager und Verkehr. Siehe dazu Logistiker EFZ#Berufsfeldbereiche.
Logistiker EBA aller Berufsfeldbereiche werden im Führen von Flurförderzeugen unterwiesen.

## Vorgänger
Der Vorläufer des Logistikers EBA war Pilotprojekte «berufspraktische Bildung in der Logistik» zwischen 2004 und 2008, welches mit einem kantonalen Anlehrausweises schloss. Absolventen erhalten auf Antrag gegen das eidgenössische Berufsattest «Logistikerin EBA/Logistiker EBA».
Eine andere frühe Bezeichnung war Logistikpraktiker.

## Voraussetzungen
- Abgeschlossene Volksschule  (unteres bis mittleres Niveau)

## Ablauf der Ausbildung

### Berufsfachschule
Die Berufsfachschule wird einen Tag pro Woche besucht und hat folgende Inhalte:
- Berufskunde (Grundlagen Logistik, Arbeitsprozesse, Kundendienst)
- Allgemeinbildung
- Sport

Der Besuch der Berufsmittelschule ist nicht möglich.

### Überbetriebliche Kurse
Die überbetrieblichen Kurse machen zusammen mindestens 12 und höchstens 16 Tage zu 8 Stunden der Ausbildung aus.

## Abgrenzung
Die Anforderungen an einen Logistiker EBA sind etwas tiefer als die für den Logistiker EFZ und soll so auch schwächeren Schülern einen Einstieg in die Logistik bieten.
In der Berufsfachschule entfallen die Fächer Deutsch, Rechtskunde und Informatik.
Im Reglement zur Berufsausbildung ist auch keine Empfehlung zum zweisprachigen Unterricht zu finden.

## Weiterbildungsmöglichkeiten
Der übliche Pfad ist die auf zwei Jahre verkürzte Ausbildung zum Logistiker EFZ.

## Verwandte Berufe
- Logistiker EFZ